# PAGインベストメント・マネジメント
PAGインベストメント・マネジメント株式会社（ピーエージーインベストメントマネジメント）は、本社を東京都港区に置く会社。

## 沿革
- 1997年9月 - セキュアード・キャピタル・ジャパン株式会社を設立。
- 2001年11月 - 東京都港区虎ノ門4-1-17 城山MTビル9Fへ本社移転。
- 2004年2月 - 東京証券取引所マザーズ市場上場。
- 2005年8月 - エス・シー・ジェイ・インベストメント・マネージメント株式会社大阪営業所開設。
- 2005年9月 - 不動産メザニン投資業務開始。
- 2005年12月 - セキュアード・キャピタル・ジャパン株式会社と株式会社丹青社業務提携。
- 2006年8月 - エス・シー・ジェイ・インベストメント・マネージメント株式会社がSCJインベストメント・マネジメント株式会社に商号変更。エス・シー・ジェイ債権回収株式会社がSCJ債権回収株式会社に商号変更。
- 2007年1月 - 東京都港区虎ノ門四丁目1番28号虎ノ門タワーズオフィス20階へ本社移転。
- 2007年12月5日 - 東京証券取引所1部指定替え。
- 2008年12月 - SCJインベストメント・マネジメント株式会社大阪営業所閉鎖。
- 2009年12月 - パシフィックセンチュリープレイス丸の内（オフィス部分100%）を取得。
- 2010年11月 - PAGと創業株主グループによる株式公開買付け（TOB）開始。
- 2011年3月 -マネジメント・バイアウトにより上場廃止。
- 2011年6月- 子会社のSCJインベストメント・マネジメント株式会社と合併。存続会社をSCJインベストメント・マネジメント株式会社とし、セキュアード・キャピタル・インベストメント・マネジメント株式会社に商号変更。
- 2015年1月- PAGインベストメント・マネジメント株式会社に商号変更。
- 2016年5月- PAG不動産投資顧問株式会社設立。
- 2018年2月- PAG不動産投資顧問株式会社からタカラPAG不動産投資顧問株式会社へ商号変更。
- 2024年3月29日- 保有するタカラPAG不動産投資顧問株式会社の全株式を譲渡。

## テレビ番組
- 日経スペシャル ガイアの夜明け 復活する土地神話（2004年11月9日、テレビ東京）[2] - セキュアード・キャピタル・ジャパンの企業戦略を取材。